# New Partnership for Africa's Development
La Nuova associazione per lo sviluppo dell'Africa (New Partnership for Africa's Development, abbreviato NEPAD) è un'organizzazione strategica per lo sviluppo panafricano socioeconomico. La NEPAD si propone come un intervento radicale, capeggiato da dirigenti africani, per far fronte a critiche sfide del continente, come la povertà e l'emarginazione dell'Africa dall'economia mondiale.

## Storia
Dal 1970 al 1980 molti stati africani furono liberati, ma la loro situazione economica era resa instabile da dittature, instabilità politica e governi militari. In questo contesto i dirigenti africani trovarono necessario cambiare l'obiettivo dell'OAU dalla libertà coloniale allo sviluppo economico. Per questo la MAP e la Omega Plan collaborarono e diedero vita prima alla NAI (New African Initiative) e successivamente alla NEPAD nel 2001.